# Christophe Galtier
Christophe Galtier (* 28. srpna 1966 Marseille) je francouzský profesionální fotbalový trenér, který je bývalým trenérem klubu Paris Saint-Germain nejvyšší francouzské fotbalové ligy Ligue 1, a bývalý profesionální fotbalista, který hrával na pozici středního obránce.
Galtier byl profesionální obránce, který strávil 5 sezón ze své 15leté hráčské kariéry jako hráč v Marseille a působil v šesti dalších klubech, ve čtyřech ve Francii a po jednom v Itálii a Číně.
Galtier vyhrál cenu Nejlepší trenér roku francouzské ligy v roce 2013, kterou sdílel s Carlem Ancelottim, a znovu v roce 2019 poté, co Lille skončilo na druhém místě během sezóny Ligue 1 2018–19. V roce 2021 získal trofej potřetí poté, co dovedl Lille ke čtvrtému titulu v Ligue 1 v klubové historii.

## Hráčská kariéra
Galtier se narodil v Marseille, Bouches-du-Rhône. Velkou část své hráčské kariéry strávil ve Francii se svým rodným klubem Olympique Marseille. Během své patnáctileté kariéry hrál také za Lille, Toulouse, Angers a Nîmes ve Francii a svou kariéru ukončil působením v italské Monze a v čínském Liaoningu. 

## Trenérská kariéra

### Asistent trenéra (1999-2009)
Od roku 1999 do roku 2004 byl Galtier asistentem trenéra v Marseille, Soluni a Bastii. Od roku 2004 do roku 2009 působil jako asistent trenéra Alaina Perrina v Al Ajnu, Portsmouthu, Sochauxu, Lyonu a Saint-Étienne (ASSE).

### Saint-Étienne

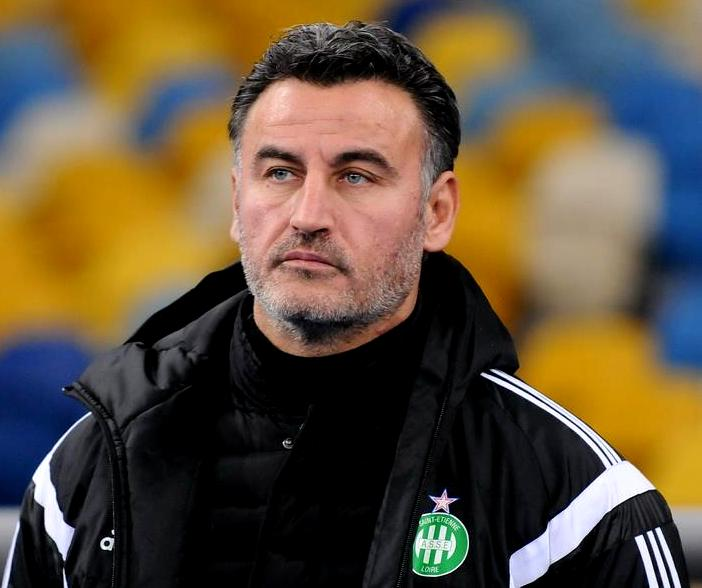
Galtier se Saint-Étienne v roce 2014

V prosinci 2009 byl Galtier jmenován hlavním trenérem AS Saint-Étienne, kterému hrozil sestup po odchodu Alaina Perrina. Ve své první sezóně Galtier udržel ASSE v lize, když klub skončil na 17. místě. V následujících sedmi po sobě jsoucích sezónách Galtierova funkčního období skončil ASSE vždy v první desítce klubů Ligue 1, přičemž 4 z těchto sezón skončily kvalifikací do evropských pohárů. V roce 2013 ASSE porazil Rennes a vyhrál Coupe de la Ligue, což znamenalo první trofej po 32 letech. 
9. května 2017 Galtier oznámil, že po vypršení své smlouvy na konci sezóny opustí Saint-Étienne. V tu chvíli byl nejdéle sloužícím manažerem Ligue 1, který byl stále aktivní, přičemž otěže převzal osm let.

### Lille
22. prosince 2017 se Galtier stal novým trenérem Lille, kteří byli na 18. místě v lize. Nakonec se však vyhnuli sestupovým místům o jeden bod. V sezóně 2018-19 dovedl Lille k druhému místu a po sedmileté absenci také ke kvalifikaci do příští sezóny Ligy mistrů.
Během sezóny 2020-21 Galtier dovedl Lille k prvnímu titulu v Ligue 1 po 10 letech a ke čtvrtému v klubové historii. Galtier byl v průběhu sezóny chválen mnoha odborníky za svou taktiku a schopnost rozvíjet mladé talenty včetně Jonathana Davida, Renata Sanchese a Mikea Maignana. Za své úsilí byl Galtier potřetí vyhlášen trenérem roku Ligue 1. Dne 25. května 2021, dva dny po zisku ligového titulu, rezignoval na funkci trenéra. Řekl: "Já prostě pevně věřím, že můj čas je tady nahoře."

### Nice
Dne 28. června 2021 byl Galtier jmenován novým hlavním trenérem klubu OGC Nice. Ve své první sezóně dovedl tým k pátému místu a finále Coupe de France, kde prohráli 1-0 s Nantes. Nice se díky tomu kvalifikovalo do play-off Evropské konferenční ligy UEFA. Z Nice odešel 27. června 2022 a nahradil ho Lucien Favre.

### Paris Saint-Germain FC
Dne 5. července 2022 se Galtier dohodl na dvouleté smlouvě s klubem Paris Saint-Germain, kde na trenérské lavičce nahradil Mauricia Pochettina.